# Pizzo del Diavolo di Tenda
Il Pizzo del Diavolo di Tenda (in bergamasco Piss del Diàol) è una montagna delle Alpi Orobie alta 2914 m s.l.m., situata lungo lo spartiacque che divide la provincia di Bergamo dalla provincia di Sondrio, e segna il punto di demarcazione tra val Brembana a sud-ovest, valle Seriana a sud-est e val d'Ambria (tributaria della Valtellina) a nord. Ha una slanciata forma piramidale che lo rende ben riconoscibile, anche per la presenza di una seconda cima quasi speculare alla principale, chiamata Diavolino (2.810 m).

## Descrizione

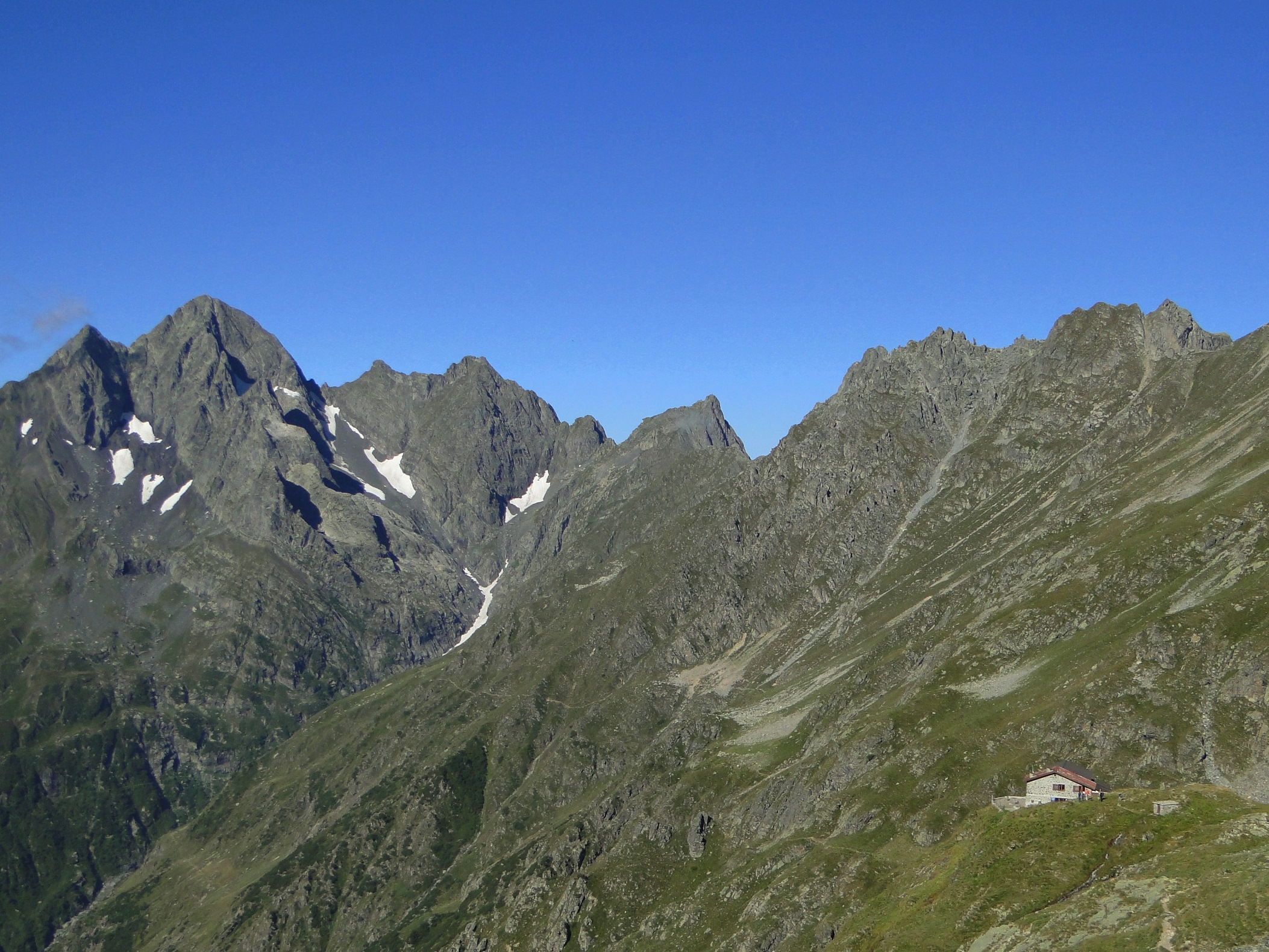
Il pizzo visto dalle vicinanze del rifugio Baroni al Brunone

Il Diavolo di Tenda è la vetta più alta della val Brembana e la nona in ordine di altezza delle Alpi Orobie, dopo pizzo Coca (3.050 m), pizzo Redorta (3.038 m), punta Scais (3.038 m), Torrione Curò (3.010 m), pizzo Porola (2.981 m), pizzo del Diavolo della Malgina (2.924 m), Cime di Arigna (2.925 m) e Dente di Coca (2.924 m). È spesso soprannominato "Cervino delle Orobie" per le sue forme spigolose e regolari, che ricordano alla lontana quelle del Cervino, seppur molto meno verticali ma comunque esteticamente affascinanti. Sorge a nord del passo di Valsecca e lungo le sue pendici, soprattutto alla base del versante nord, si trovano vedrette e nevai, anche se in rapido ritiro. Lungo quello sud invece si trovano le sorgenti del fiume Brembo. 

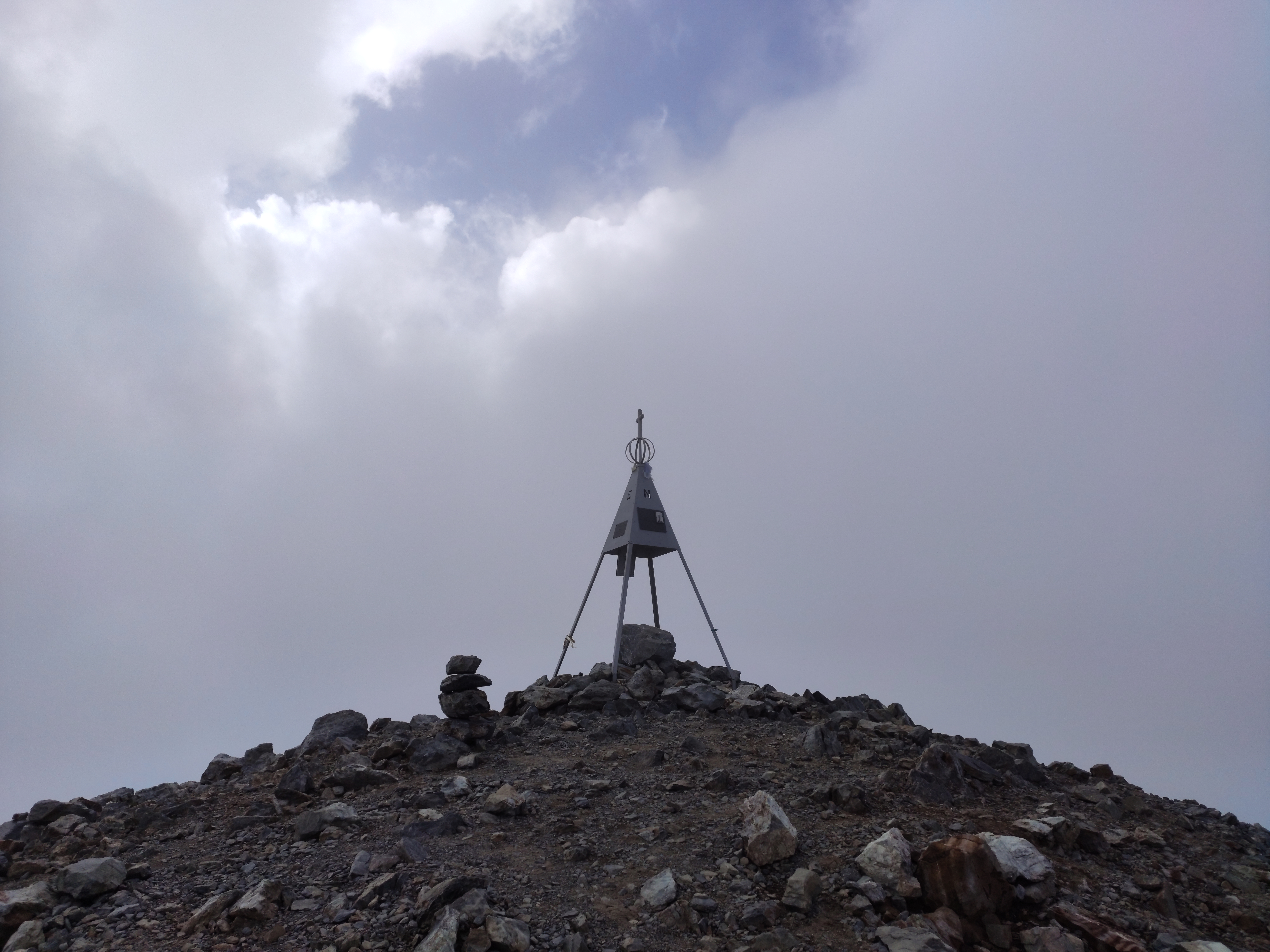
La vetta

Dalla vetta della montagna si può godere di un eccezionale panorama su tutto l'arco orobico e le Alpi Retiche.

## Storia
Il pizzo del Diavolo di Tenda ha affascinato gli scalatori sin dagli albori dell'attività alpinistica sulle Orobie. Nel settembre 1870 il medico valtellinese Alessandro Rossi risalì la val d'Ambria giungendo alla bocchetta di Podavit, e, lungo l'odierna via normale, compì la prima ascensione della montagna.
L'alpinista che più lasciò il segno sul Diavolo fu senza dubbio la guida bergamasca Antonio Baroni, che scalò il pizzo svariate volte, aprendo anche numerose vie: nella primavera del 1876 salì con Luigi Brioschi la cresta sud-ovest, e successivamente con Emilio Torri discese lo spigolo nord-est. Il 5 aprile 1879 accompagnò lungo la via normale la signora Fadini nella prima ascensione femminile documentata, mentre nel 1882 compì la prima salita invernale, sempre dal medesimo itinerario. Nel 1889 aprì la via Baroni, lungo lo spigolo sud-est, e concatenò in discesa Diavolo e Diavolino, itinerario ripercorso in salita due anni più tardi. Nel 1902, ormai settantenne, Baroni decise di chiudere l’attività di guida alpina ripercorrendo la via Baroni, trovando una variante finale ben più difficile della via originaria.

## Accessi

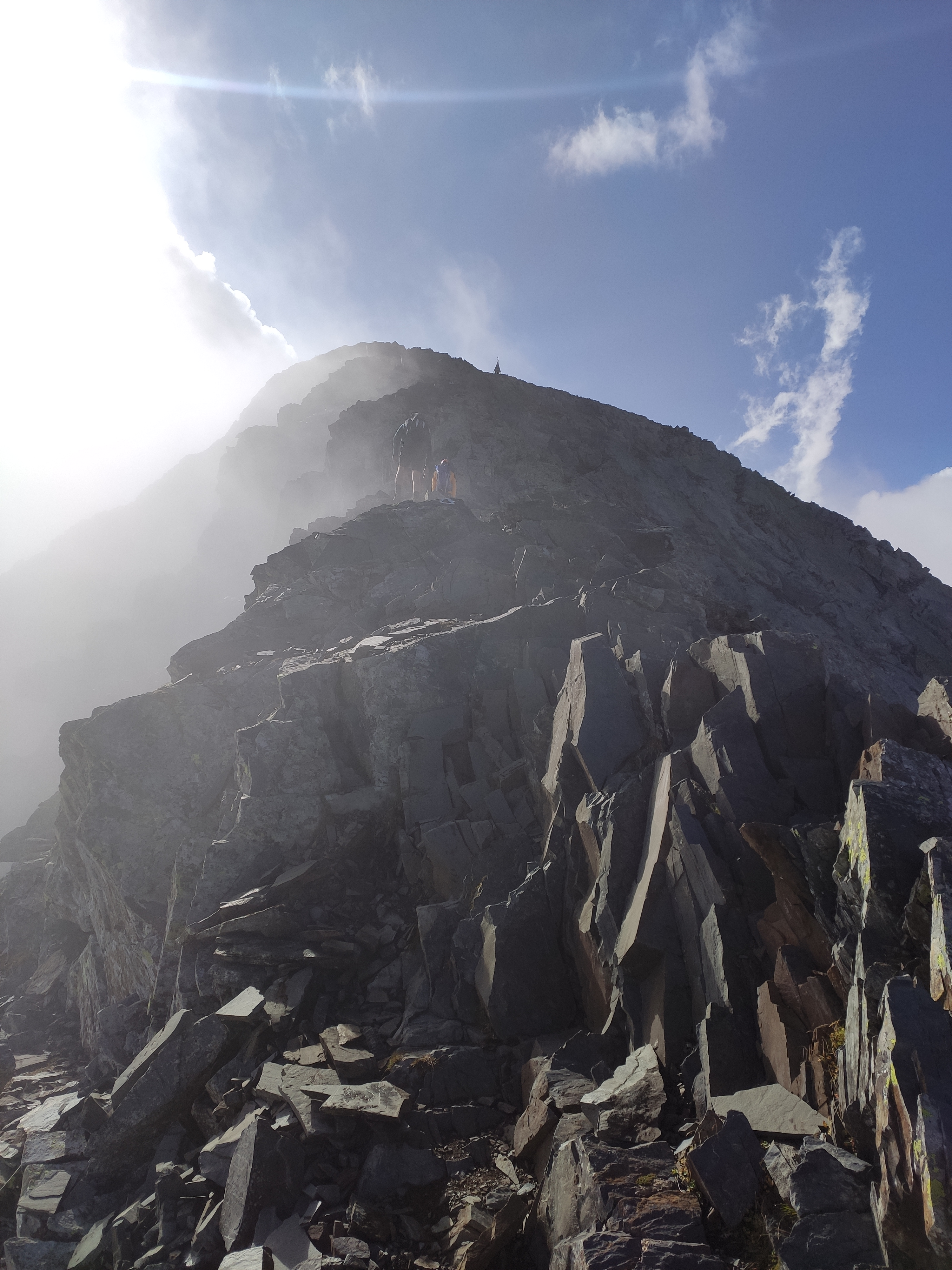
L'ultimo tratto della via normale

La via normale parte da Carona, in val Brembana, dove bisogna seguire il sentiero per il rifugio Fratelli Calvi. Giunti al rifugio si scende al lago Rotondo e si prende il sentiero che sale in direzione del passo di Valsecca. Poco oltre le baite di Poris si devia verso nord proseguendo prima su sentiero ripido, poi su sfasciumi morenici, giungendo infine alla bocchetta di Podavit (2.624 m). Da qui ci si arrampica seguendo la cresta nord/ovest della montagna fino a raggiungere la vetta, con passaggi di massimo II grado, sempre ben segnalati. Il percorso, che prevede un dislivello di circa 1.800 metri, richiede circa 5 ore di cammino, ma può essere leggermente accorciato passando per il rifugio Longo e il passo della Selletta, sempre partendo da Carona. Salendo invece dalla Valtellina, si deve risalire la val d'Ambria e giungere alla bocchetta di Podavit da Nord.
Altri itinerari di ascesa molto frequentati sono la concatenazione Diavolino-Diavolo e la via Baroni.